# Casa Rigau (Girona)
La Casa Rigau és un edifici del municipi de Girona que forma part de l'Inventari del Patrimoni Arquitectònic de Catalunya.
És un edifici residencial aïllat de planta rectangular, desenvolupat en planta baixa i dues plantes pis. Presenta estructura de murs de càrrega i en bona part coberta de teula. La façana principal presenta un esgrafiat de temàtica floral en el centre de la planta superior i en la resta de la façana és fet marcant unes línies horitzontals i dibuixos geomètrics, sobre fons verd clar. La porta principal és dovellada i hi ha una balconada llarga a la planta superior, amb barana de forja. L'accés a les plantes es fa des d'una escala central. A les obertures hi ha persianes de llibret de fusta pintada.
Es tracta d'un habitatge unifamiliar desenvolupat seguint la nova estètica que marcava el noucentisme des de principi d'aquella dècada. S'hi fa evident l'abandó de la línia corba modernista i les referències a les formes més pròpies de la Secessió de Viena, amb una façana plana, ús d'esgrafiats, etc.